# Stainland
Stainland is een plaats in het bestuurlijke gebied Calderdale, nabij de snelweg M62 in het Engelse graafschap West Yorkshire. Stainland komt in het Domesday Book (1086) voor als 'Stanland'. Stainland ligt op een heuvel en ontstond vermoedelijk in de vroege middeleeuwen.